# Małachów (SIMC 0243760)
Małachów – wieś sołecka w Polsce, położona w województwie świętokrzyskim, w powiecie koneckim, w gminie Końskie.
W latach 1975–1998 wieś administracyjnie należała do województwa kieleckiego.
Wierni kościoła rzymskokatolickiego należą do parafii Nawiedzenia Najświętszej Maryi Panny w Czarnej.

## Wsie Małachów w gminie Końskie
W gminie Końskie istnieją dwie miejscowości podstawowe typu wieś o nazwie Małachów. Niniejszy artykuł dotyczy wsi, która posiada identyfikator SIMC 0243760. Drugą z nich jest wieś Małachów, która posiada identyfikator SIMC 0244340.

## Integralne części wsi
| SIMC    | Nazwa              | Rodzaj    |
| ------- | ------------------ | --------- |
| 1017586 | Małachów Fabryczny | część wsi |
| 0243777 | Nadrzeki           | część wsi |
| 1017793 | U Strugi           | część wsi |

## Historia
W wieku XIX Małachów opisano jako wieś nad rzeką Czarną, w powiecie koneckim, gminie i parafii Miedzierza.
Około roku 1885 wieś posiadała 29 domów, 205 mieszkańców na 171 morgach ziemi włościańskiej i 41 morgach rządowej. Przed rokiem 1863 Istniała tu rządowa fabryka żelaza (fryszerka). W 1833 roku fryszerka została naprawiona.
II wojna światowa
6 kwietnia 1940 roku, w czasie tzw. pacyfikacji „hubalowskich”, Niemcy zamordowali w Małachowie 11 polskich mężczyzn.
W dniu 23 listopada 1943(dts) w gajówce Małachów zginął Sztab GL Okręgu Radomskiego, wraz z partyzantami oddziału „Sokół” dowodzonymi przez Jana Nalazka pseudonim „Janek Kolejarz”.